# 澳門市日
澳門市日（葡萄牙語：Dia da Cidade de Macau），又稱澳門城市日，為每年6月24日。是為紀念葡荷澳門戰役中葡軍大獲全勝擊敗荷軍，保衛澳門市的日子。澳門市日於澳門主權移交前為澳門市的公眾假期，1999年主權移交後被取消。

## 沿革
1622年6月24日，荷蘭派遣艦隊進侵澳門。駐澳葡萄牙軍隊勢孤力弱，只能倚靠澳門居民協助及數個高地炮台抵敵。就在現得勝花園所在地，成功擊中荷軍彈藥運輸車，重創荷軍指揮官，並於今海角遊雲俘虜一些荷軍士兵。為紀念此事蹟，澳門市政廳把每年6月24日定為澳門市日。

## 紀念
澳門市政廳把新口岸新填海區一條街道命名為「城市日大馬路」（葡萄牙語：Avenida 24 de Junho）。2008年11月民政總署把永利澳門渡假村及美高梅金殿之間命名為「城市日前地」（葡萄牙語：Praceta 24 de Junho）。

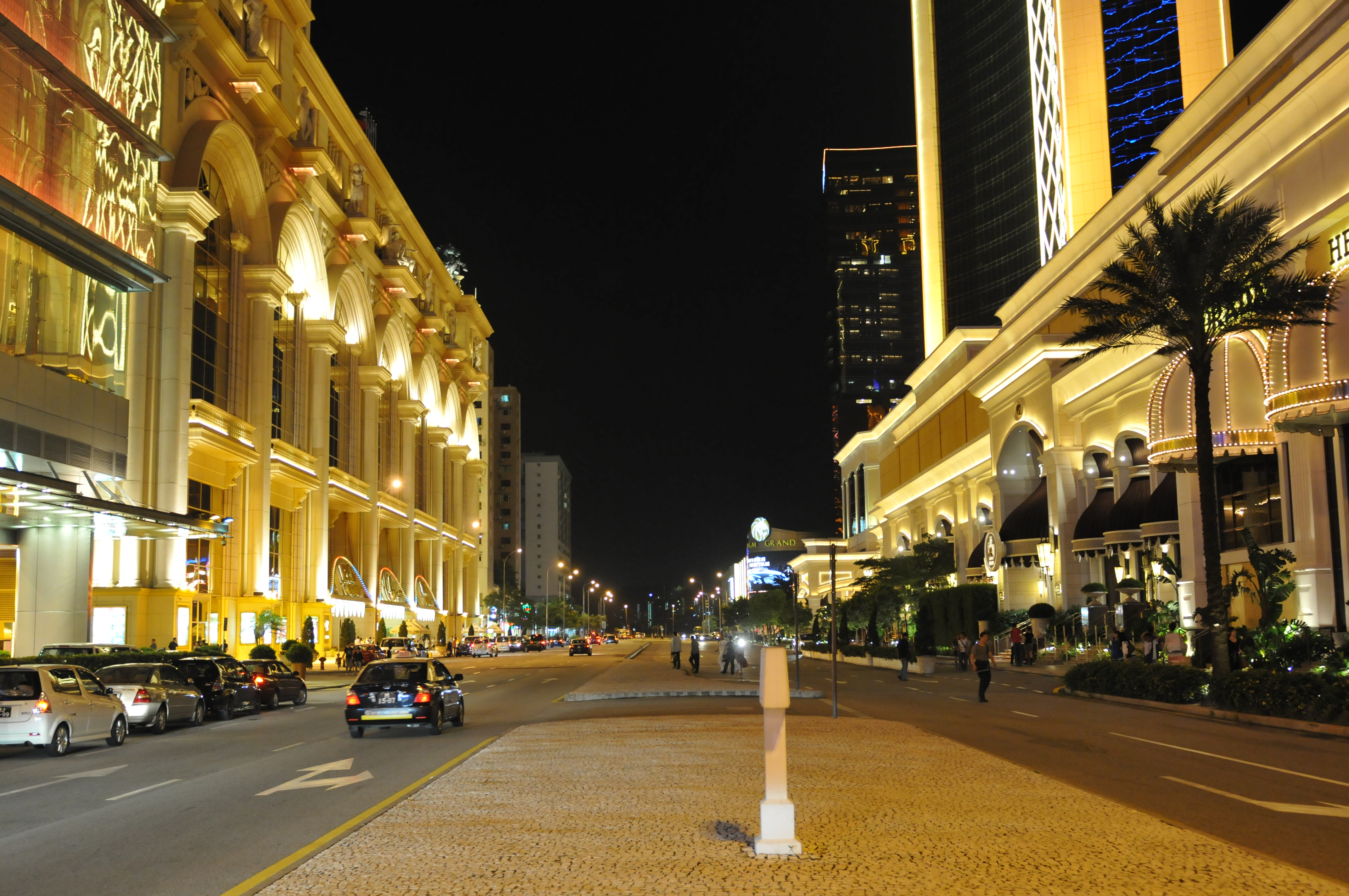
城市日大馬路

回歸後，澳門土生葡人社群以「聖若翰節」的名義繼續舉辦慶祝活動。

## 聖若翰洗者
由於天主教定6月24日為聖若翰洗者日，當年葡人以約150名軍人及市民之力，戰勝約1300人之荷蘭艦隊，被視為得到聖若翰洗者的幫助的奇蹟，聖若翰洗者亦被視為澳門市的主保聖人。